# Карел Явурек
Карел Явурек (чеськ. Karel Javůrek; 30 липня 1815, Прага — 23 березня 1909, Прага) — чеський історичний живописець.
Поряд з Ярославом Чермаком вважається родоначальником чеської історичної школи живопису.

## Біографія
Навчався у празькій академії образотворчих мистецтв під керівництвом Християна Рубена, потім — в студії відомого чеського портретиста Франтішека Ткадліка. Пройшов стажування в Дрездені, разом з Ярославом Чермаком у Егідіуса Кареля Густава Вапперса в Антверпені, і Парижі — у Тома Кутюра.

## Творчість
Карел Явурек — автор сотень картин, що зображують майже всі періоди чеської історії, а також ряду релігійних картин на біблійні мотиви.
Теми для своїх картин Явурек черпав з чеської історії, головним чином з Гуситських воєн (відомими роботами художника є картини «Прощання Яна Гуса зі співвітчизниками», (1846) і «спаленої земля» (1852)), згодом писав переважно жанрові полотна і якщо зображував історичні сюжети, то надавав їм все більш і більш жанровий характер.
Багато з картин Явурека, хоча і створені на основі чеської історії, несуть на собі вплив французьких і бельгійських майстрів.